# Teatr Lalek „Pleciuga”
Teatr Lalek „Pleciuga” – teatr lalek w Szczecinie, miejska instytucja kultury,  działająca od 1958 roku. Jego repertuar zawiera zarówno przedstawienia dla dzieci, jak i adaptacje literatury światowej dla dorosłych. Przeciętnie w ciągu sezonu teatr przygotowuje 4 premiery przedstawień.
Siedziba teatru ma ok. 3 tys. m² powierzchni użytkowej. Sala główna teatru posiada 298 miejsc, z czego 274 dla głównej widowni.

## Historia
Teatr Lalek „Pleciuga” powstał oficjalnie w 1958 roku, z przekształcenia szczecińskiego Teatru Lalek „Rusałka”, a zarząd nad nim przejęła Miejska Rada Narodowa Szczecina. Jeszcze w 1957 roku, w wyniku konkursu rozpisanego wśród widzów, zmienił swą nazwę na Teatr Lalek „Pleciuga”. Od 1994 r. organizacją TL „Pleciuga” zajmuje się Urząd Miasta Szczecin.
Ogólnopolski rozgłos TL „Pleciuga” zdobył dzięki czterdziestu przedstawieniom widowiska Misie Ptysie w reżyserii Włodzimierza Dobromilskiego, emitowanym począwszy od 1964 r. przez Telewizję Polską, a zrealizowanym w ośrodku TV Poznań. Teatr „Pleciuga” był również kilkakrotnie organizatorem festiwali. W 1972 r. w siedzibie przy ul. Kaszubskiej zorganizowano I Festiwal Sztuk Historycznych w Teatrach Lalek. W 1985 odbyły się Spotkania Teatrów Miast Zaprzyjaźnionych pod hasłem Szczecin – miastem przyjaźni, Bałtyk – morzem pokoju. W 1982 r. TL „Pleciuga” organizował VII Ogólnopolski Przegląd Teatrów Zawodowych Małych Form – Szczecińskiego Tygodnia Teatralnego. Od 1996 teatr jest współgospodarzem Ogólnopolskiego Przeglądu Teatrów Małych Form Kontrapunkt.
Do września 2008 w starej siedzibie przy ul. Kaszubskiej, TL „Pleciuga” posiadał własne biura z pracowniami plastycznymi i dwiema scenami: Dużą Sceną i Salą Prób. W maju 2009 TL „Pleciuga” przeniósł się do nowej siedziby (pierwszy po II wojnie światowej teatr w Szczecinie zbudowany od podstaw) przy dawnym pl. Żukowa, a obecnym pl. Teatralnym. Teatr posiada obecnie również dwie sceny oraz wystawny hol, pomieszczenia pracowni i inne.

### Siedziby
- pl. Orła Białego 5, (1954–1958, jako TL „Rusałka”)
- al. Wojska Polskiego 64, widownia 180 (1958–1972)
- ul. Kaszubska 9, widownia 240 (1972–2008)
- pl. Teatralny 1, widownia 298 (od 2009)

### Dyrektorzy teatru
1. Stanisław Lagun (1953–1955, TL „Rusałka”)
2. Róża Stramer (1955–1957, TL „Rusałka”)
3. Kazimierz Oster (1957–1958, TL „Rusałka”)
4. Melania Karwatowa (1958)
5. Hugo Bolek (1958)
6. Maryla Kędra (1958–1960)
7. Irena Pikiel (1961–1964)
8. Krzysztof Niesiołowski (1964–1973)
9. Włodzimierz Dobromilski (1974–1993)
10. Zbigniew Niecikowski (od 1993 - 2021)
11. Tomasz Lewandowski (2021 - obecnie)

### Wybrane realizacje, osiągnięcia i nagrody
- Misie Ptysie, reż. Włodzimierz Dobromilski, I nagroda – Przegląd Polskich Współczesnych Sztuk Lalkowych, Poznań 1964 oraz pierwsza ogólnopolska emisja teatru w OTV Poznań
- Kot w walizce, reż. Włodzimierz Dobromilski, nagroda specjalna – II Biennale Sztuki dla Dzieci, Poznań 1975
- O Kasi co gąski zgubiła, reż. Włodzimierz Dobromilski, nagrody – VII Ogólnopolski Festiwal Teatrów Lalkowych, Opole 1977
- Szopka krakowska, reż. Bohdan Radkowski, I nagroda, II nagroda – IX Ogólnopolski Festiwal Teatrów Lalkowych, Opole 1979
- Spowiedź w drzewie reż. J. Wilkowski, Grand Prix – XI Ogólnopolski Festiwal Teatrów Lalkowych, Opole 1983
- Żywot Świętych, reż. Bohdan Głuszczak, nagroda – XI Ogólnopolski Festiwal Teatrów Lalkowych,  Opole 1983
- Co się dzieje z modlitwami niegrzecznych dzieci?, reż. Anna Augustynowicz, Grand Prix – X Międzynarodowe Toruńskie Spotkania Teatrów Lalek, Toruń 2006
- Kubuś i jego Pan, reż. A. Agner (pierwszy spektakl w nowej siedzibie w 2009)